# Chemotaxe
Chemotaxe (z řeckého chemeia = chemie a taxis = řád, pochod) je pohyb organismu či buňky ve směru chemického gradientu. Například některé bílé krvinky putují do míst zánětu, v nichž vznikají specifické chemické látky (mediátory). Pokud dochází k pohybu ve směru rostoucí koncentrace, hovoříme o pozitivní chemotaxi a příslušná chemická látka se nazývá atraktant. V opačném případě jde o negativní chemotaxi a látka je repelent. Při vysokých koncentracích chemické látky se pozitivní chemotaxe může změnit v negativní.